# Gojira
|  | Per a altres significats, vegeu «Godzilla (pel·lícula de 1954)». |

Gojira és un grup de Death metal / Heavy metal de Ondres, estació balneària als afores de Baiona. Format originalment com a Godzilla el 1996, van canviar el seu nom pel de Gojira el 2001 abans de publicar cap disc d'estudi. El grup, format pels germans Joe Duplantier (veu, guitarra) i Mario Duplantier (bateria), així com el guitarrista Christian Andreu i el baixista Jean-Michel Labadie, ha estat el mateix des de llavors.
Han publicat sis àlbums d'estudi i tres DVD en viu. Són coneguts per les seves lletres amb temes de medi ambient i han passat de "màxima foscor" per a col·locar-se "entre els principals nous nouvinguts del mil·lenni del gènere".

## Membres
- Joe Duplantier − cantant, guitarra elèctrica (1996-2001) Godzilla, (2001 - Present)
- Mario Duplantier − bateria (1996-2001) Godzilla, (2001 - Present)
- Christian Andreu − guitarra elèctrica (1996-2001) Godzilla, (2001 - Present)
- Jean-Michel Labadie − baix elèctric (1998-2001) Godzilla, (2001 - Present)

### Membres anteriors
- Alexandre Cornillon - baix elèctric (1996 - 1998) Godzilla.

## Discografia
- 1996: Victim

- 1997: Possessed

- 1999: Saturate

- 1999: Wisdom Comes

EP´s
- 2003: Maciste All Inferno
- 2012: End of Time

### Discs d'estudi
- 2001: Terra Incognita
- 2003: The Link
- 2005: From Mars to Sirius
- 2008: The Way of All Flesh
- 2012: L'Enfant Sauvage
- 2016: Magma
- 2021: Fortitude

Singles
- 2003: Indians
- 2011: Of Blood and Salt